# Bayelsa
Bayelsa är en delstat i Nigerdeltat i södra Nigeria, vid Beninbukten, omfattande större delen av Nigerdeltat. Det är en av landets mest oljeproducerande delstater och bildades 1996 som en utbrytning ur Rivers. Nigerias president Goodluck Jonathan kommer från delstaten, och var dess guvernör mellan den 9 december 2005 och den 28 maj 2007.